# قنيطسة خطية الفصوص
القنيطسة خطية الفصوص (باللاتينية: Anacyclus linearilobus) نوع نباتي يتبع جنس القنيطسة من الفصيلة النجمية.

## الموطن والانتشار
النبات واطن في المغرب العربي حيث ينتشر في الجزائر.